# Trifolium pinetorum
Trifolium pinetorum är en ärtväxtart som beskrevs av Edward Lee Greene. Trifolium pinetorum ingår i släktet klövrar, och familjen ärtväxter. Inga underarter finns listade i Catalogue of Life.